# Pedro Paulo de Figueiredo da Cunha e Melo
Pedro Paulo de Figueiredo da Cunha e Melo (Tavira, 18 giugno 1770 – Braga, 31 dicembre 1855) è stato un cardinale e arcivescovo cattolico portoghese.

## Biografia
Nacque a Tavira il 18 giugno 1770.
Papa Pio IX lo elevò al rango di cardinale nel concistoro del 30 settembre 1850, ma non si recò mai a Roma per ricevere il titolo cardinalizio.
Morì il 31 dicembre 1855 all'età di 85 anni.

## Genealogia episcopale e successione apostolica
La genealogia episcopale è:
- Vescovo Jerónimo do Barco, O.F.M.Ref.
- Cardinale Pedro Paulo de Figueiredo da Cunha e Melo

La successione apostolica è:
- Vescovo António Bernardo da Fonseca Monís (1844)
- Vescovo Joaquim Pereira Ferraz, O.S.B. (1850)